# Lula (powiat Levice)
Lula – wieś (obec) na Słowacji położona w kraju nitrzańskim, w powiecie Levice. Pierwsze wzmianki o miejscowości pochodzą z roku 1226. 
Według danych z dnia 31 grudnia 2012, wieś zamieszkiwało 180 osób, w tym 96 kobiet i 84 mężczyzn.
W 2001 roku rozkład populacji względem narodowości i przynależności etnicznej wyglądał następująco:
- Słowacy – 97,52%
- Czesi – 0,5%
- Węgrzy – 1,98%

Ze względu na wyznawaną religię w 2001 roku 97,03% mieszkańców było katolikami rzymskimi, a 0,99% nie podało swojego wyznania.